# Pinus jaliscana
Pinus jaliscana (сосна халіскська) — вид роду сосна родини соснових.

## Опис
Дерево до 20—30(35) метрів заввишки з прямим стовбуром та висхідними гілками. Кора на молодих дерев тонка, груба, червонувата, з потовщенням 1,5—3,5 см та тріщинами на поздовжніх пластинах. Гілочки довгі, тонкі, гнучкі, кора спадає в 2 або 3 роки, щоб залишитись достатньо гладкими. Листя зібрані в пучки по (3)4—5, 12—6 см в довжину і дуже тонкі (0,5—0,8 мм в ширину), але не висячі, з дрібно зазубреними краями і продихами на адаксіальній і абаксіальній поверхні; смольних каналів (1)2—3(5), з перегородками (occ. внутрішньо); пучкова оболонка блідо-коричнева, 8—15 мм завдовжки. Шишки субтермінальні, поодинокі або по 2—3 на 0,7—1,5 см в товщину, вигнута, луската нижня частина, яка залишилися прикріплена до прилеглих шишок, пурпурно-червоні, з терміном зростання тільки до 2 років, щоб стати в кінці терміну довго-конічними, звужуючи основи і верхівки досягаючи (4,5)6—8,5(9,8) см завдовжки і (3)4—5(6) см у відкритому стані. Насіння темно-коричневі, 3,5—6 х 2—3,5 мм, з розчленованими світло-коричними крилами 12—17 × 5—8 мм.

## Поширення
Мексика: Халіско, в північно-західній частині Сьєрра-Мадре-дель-Сур, на схилі Тихоокеанського регіону, в основному в горах Сьєрра-де куель (Сьєрра-ель туіто).